# Скатков, Василий Максимович
Василий Максимович Скатков (1918—1945) — старший сержант Рабоче-крестьянской Красной Армии, участник Великой Отечественной войны, Герой Советского Союза (1945).

## Биография
Василий Скатков родился в 1918 году в деревне Надеждинка (ныне — Токарёвский район Тамбовской области). После окончания неполной средней школы работал в колхозе. В августе 1941 года Скатков был призван на службу в Рабоче-крестьянскую Красную Армию и направлен на фронт Великой Отечественной войны.
К февралю 1945 года старший сержант Василий Скатков командовал отделением 58-го инженерно-сапёрного батальона 62-й инженерно-сапёрной бригады 6-й армии 1-го Украинского фронта. Отличился во время освобождения Польши. 7-8 февраля 1945 года отделение Скаткова, несмотря на ледоход, ставило опоры моста через Одер в районе населённого пункта Лейбусдорф к югу от Штейнау. Опоры неоднократно сносились льдинами, но сапёрам удалось справиться с поставленной перед ними задачей.
Указом Президиума Верховного Совета СССР от 10 апреля 1945 года старший сержант Василий Скатков был удостоен звания Героя Советского Союза.
4 мая 1945 года пропал без вести.
Был также награждён орденами Ленина, Красного Знамени, Красной Звезды и Славы 3-й степени, рядом медалей.